# تری‌اتیل‌آلومینیوم
تری‌اتیل‌آلومینیوم (به انگلیسی: Triethylaluminium) یک ترکیب شیمیایی با شناسه پاب‌کم ۱۶۶۸۲۹۳۰ است. شکل ظاهری این ترکیب، مایع بی‌رنگ است.